# 革平鮋
革平鮋，為輻鰭魚綱鮋形目鮋亞目平鮋科的其中一種，為深海魚類，分布於北太平洋日本本州至美國加州海域，棲息深度0-825公尺，體長可達53公分，棲息在岩石底質底層水域，卵胎生，幼魚為大洋性，生活習性不明，為高經濟價值食用魚。